# Tim Giago
Timothy Giago o Nanwica Kciji (Reserva Pine Ridge, Dakota del Sud, 1934). Escriptor i periodista d'ètnia sioux. Estudià a la Universitat de Nevada i edità el diari Lakota Times. Autor de l'estudi The American indian and the media (1991), Notes from indian country (1984) i The aboriginal sin: reflections on the Holy Rosary Indian Mission School (1978). El 2004 es presentà a les eleccions per al Senat de Dakoa del Sud com a independent tot fent campanya per a curar la diabetis entre el poble sioux.